# مورموري
مورموري (بالفارسية: مورموری) هي مدينة تقع في إيران في Kalat District. يقدر عدد سكانها بـ 3,491 نسمة .